# Wrens (Géorgie)
Pour les articles homonymes, voir Wrens.
Wrens est une ville américaine située dans le comté de Jefferson, en Géorgie. Selon le recensement de 2020, sa population est de 2 217 habitants.